# Dichochrysa cyprina
Dichochrysa cyprina is een insect uit de familie van de gaasvliegen (Chrysopidae), die tot de orde netvleugeligen (Neuroptera) behoort. 
Dichochrysa cyprina is voor het eerst wetenschappelijk beschreven door Navás in 1932.